# Lisa Vitting
Lisa Vitting (Moers, 9 luglio 1991) è una nuotatrice tedesca.

## Palmarès
- Mondiali

Shanghai 2011: bronzo nella 4x100m sl.
- Europei

Budapest 2010: oro nella 4x100m sl.
Debrecen 2012: oro nella 4x100m sl.
- Europei in vasca corta

Fiume 2008: bronzo nella 4x50m sl.
Istanbul 2009: bronzo nella 4x50m sl.
Eindhoven 2010: argento nella 4x50m sl e nella 4x50m misti.
- Mondiali giovanili

Monterrey 2008: argento nella 4x100m sl.
- Europei giovanili

Palma di Maiorca 2006: argento nella 4x100m sl.
Anversa 2007: argento nei 100m sl e nella 4x100m sl.